# 瑞安·斯科特
瑞安·斯科特（英語：Ryan Scott，1982年3月3日—），澳大利亚男子轮椅橄榄球运动员。他曾代表澳大利亚参加2004年、2008年、2012年和2016年夏季残疾人奥林匹克运动会轮椅橄榄球比赛，获得二枚金牌和一枚银牌。